# Hey, I'm Just Like You
Hey, I'm Just Like You è il nono album in studio del gruppo musicale canadese Tegan and Sara, pubblicato nel 2019.

## Tracce
1. Hold My Breath Until I Die – 3:42
2. Hey, I'm Just Like You – 3:08
3. I'll Be Back Someday – 3:12
4. Don't Believe the Things They Tell You (They Lie) – 3:05
5. Hello, I'm Right Here – 3:07
6. I Don't Owe You Anything – 3:24
7. I Know I'm Not the Only One – 3:00
8. Please Help Me – 3:10
9. Keep Them Close 'Cause They Will Fuck You Too – 3:14
10. We Don't Have Fun When We're Together Anymore – 3:17
11. You Go Away and I Don't Mind – 2:53
12. All I Have to Give the World Is Me – 2:54

## Formazione
- Tegan Quin – voce, chitarra
- Sara Quin – voce, chitarra, glockenspiel
- Alex Hope – chitarra, tastiera, piano, synth, programmazioni, cori
- Carla Azar – batteria
- Catherine Hiltz – basso